# Дусе, Изабель
Изабель Дусе (фр. Isabelle Doucet; род. 25 октября 1973 года, в городе Квебек, Канада) — канадская конькобежка. Участница зимних Олимпийских игр 1998 года, серебряный и бронзовый призёр чемпионата Канады.

## Биография
Изабель Дусе начала кататься на коньках в возрасте 11 лет, осенью 1984 года в клубе «Sainte-Foy Skating Club» в Квебеке. Сначала тренировалась в шорт-треке, а в 1988 году перешла в конькобежный спорт. Через 2 года она дебютировала на чемпионате Канады среди юниоров. В 1993 году впервые поднялась на 1-е место на отдельных дистанциях и дебютировала на юниорском чемпионате мира. Ещё через год стала чемпионкой страны в многоборье. 
В 1995 году, после 2-го места на чемпионате Канады в многоборье Дусе отправилась на чемпионат мира по классическому многоборью, где заняла 24-е место. В 1996 году из-за травмы, полученной годом ранее, Изабель была переведена из национальной сборной в команду Квебека. В начале января 1998 года она прошла олимпийскую квалификацию на дистанции 1500 м и в феврале участвовала на зимних Олимпийских играх в Нагано. Там из-за болезни выступила неудачно в забеге на 1500 м и заняла только 29-е место. 
Следом на чемпионате мира в классическом многоборье заняла 21-е место, а в марте на домашнем чемпионате мира на отдельных дистанциях поднялась на 15-е место в беге на 1500 м. Следующие четыре сезона Дусе выступала на этапах Кубка мира, на чемпионате Канады и на чемпионате Северной Америки, но результатов не было и не было призовых мест. Поэтому в 2003 году решила официально завершить карьеру.

## Административная деятельность
Изабель Дусе работала координатором в "Ubisoft" в Монреале, где впервые попробовала менеджмент. Впоследствии она переехала в Квебек. Опыт в области физической активности и физиотерапии позволил ей в 2006 году получить должность аналитика по управлению инвалидностью в страховой компании « SSQ». Параллельно получила сертификат по менеджменту. В 2008 году Дусе стала помощником директора по здравоохранению в « SSQ», в которой она работала до ноября 2017 года. Осенью 2012 года она была при офисе Фонда спортсменов передового опыта Квебека (FAEQ) в качестве координатора программы стипендий и поддержки спортсменов. В 2018 году была в должности Панканадского администратора кадровых ресурсов и генеральным директором в фармацевтической компании «GSK». С 2019 по август 2020 года состояла в Совете по медицинскому страхованию Квебека (SAAQ). Также с 2019 года и по настоящее время она в должности руководителя по оказанию услуг по медицинскому учёту в "SAAQ".

## Личная жизнь
После ухода из спорта Изабель отправилась в путешествие по Европе одна с сумкой за спиной. В 30 лет вернулась и в 2004 году работала тренером юных спортсменов в Юконе. Она переключилась на бег, приняв участие в нескольких полумарафонах. В 2017 году хотела принять участие в марафоне. Именно тогда начала замечать нарушения сердцебиения во время тренировок. Её направили на УЗИ и обнаружили тахикардию, после чего назначили операцию в Университетском институте кардиологии и пульмонологии Квебека. После операции она вновь стала заниматься бегом. Сейчас участвует в IUCPQ Cyclo-Défi, чтобы поддержать Фонд IUCPQ. В настоящее время у Дусе двое детей. Она получила степень бакалавра кинезиологии в Университете Лаваля и в 2023 году окончила Университет TÉLUQ в степени бакалавра делового администрирования и с сертификатом управления персоналом.

## Внешние ссылки
- - Профиль на isu
- - Результаты на the-sports.org
- - профиль на сайте Олимпийского комитета Канады